# باتشیرت
باتشیرت (به لاتین: Batshireet) یک منطقهٔ مسکونی در مغولستان است که در استان خنتی واقع شده‌است. باتشیرت ۷٬۰۱۸ کیلومتر مربع مساحت دارد.